# Remblinghausen
Remblinghausen ist ein Ortsteil von Meschede im Hochsauerlandkreis. Am 31. Dezember 2023 hatte Remblinghausen 1088 Einwohner.

## Geschichte
Eine frühere Besiedlung  während der Jungsteinzeit bezeugt eine südlich von Gut Horbach auf dem Heuscheid gefundene Arbeitsaxt aus Amphibolit. Die Besonderheit der Axt besteht darin, dass das exakt zylindrisch gebohrte Schaftloch ungewöhnlich weit zur Schneide hin verschoben ist.
Erstmals urkundlich erwähnt wurde der Ort mit „Sifridus de Remelinchusen“ im Jahre 1242.
Die Pfarrei wurde zum ersten Mal im Jahre 1259 mit ihrem Pfarrer „Ecbertus“ erwähnt. Sie gehörte damals dem Damenstift in Meschede und besaß im Kirchspiel Remblinghausen die vier Haupt- und Schultenhöfe Drasenbeck, Horbach, Wulstern und Köttinghausen. Darüber hinaus hatte auch das Kloster Grafschaft einige Besitzrechte.

### Nachkriegszeit
Die amerikanischen Truppen marschierten am 10. April 1945 in Remblinghausen ein. Damit begannen in der Gemeinde neue Verwaltungsaufgaben zur Sicherstellung von Reparaturen sowie Nahrung und Unterbringung für die Bevölkerung.
Dem Einmarsch vorausgegangen war lediglich ein Tieffliegerangriff am 3. April 1945 auf den Bauernhof Kotthoff, wo sich deutsche Truppen befanden. Hierbei starb der Bauer des Hofes, Josef Kotthoff, durch einen Bombensplitter.
Die Kampfhandlungen in der Gemeinde Remblinghausen begannen in Remblinghausen am 7. April 1945, im östlichen Teil der Gemeinde, bei Blüggelscheidt und Mosebolle. Durch Artilleriefeuer auf das Dorf Remblinghausen wurden 21 Gebäude zerstört und weitere beschädigt. Am 10. April dann rückten die ersten amerikanischen Truppen um 11 Uhr von Bödefeld kommend ein, wobei es zu keinen Kampfhandlungen mehr kamen, da sich die verbliebenen deutschen Truppen nach Westen zurückzogen.
Anders als in anderen Städten und Ämtern wurde der Dienstbetrieb der Verwaltung bereits einen Tag nach dem Einmarsch wieder aufgenommen. Als Bürgermeister von Remblinghausen wurde in den ersten Tagen nach der Besatzung übergangsweise der Kaufmann Franz Donner durch die Besatzungsbehörde ernannt, das zugehörige Amt Meschede wurde durch Amtsbürgermeister Ebel, welcher kurze Zeit später Landrat des Kreises Meschede wurde. Ende April 1945 wurde ein Herr Kotthoff wieder Bürgermeister Remblinghausens.
Die Brotversorgung wurde, neben der Versorgung mit Kleidung, als erstes sichergestellt. Hierzu wurden die lokalen Bäckereien wieder in Betrieb genommen, welche durch das Kreisernährungsamt, Abteilung A, mit Mehl und Brennstoffen versorgt wurden. Der Transport wurde durch Wiederinstandsetzung reparaturbedürftiger und verlassener Wehrmachtsfahzeuge sichergestellt und verstärkt. Auch die Versorgung von Unterkunft konnte den durch Artilleriebeschuss obdachlos gewordenen Familien gewährleistet werden.
Die größten Probleme unmittelbar nach dem Krieg für die Gemeinde waren Plünderungen. So kam es zu Übergriffen von Fremdarbeitern auf Lebensmittel- und Bekleidungsgeschäfte. Vor allem kam es zu Beraubungen auf Einzelhöfen in Mosebolle, Frielinghausen, Drasenbeck, Wulstern und Löllinghausen. Da im Dorf Remblinghausen selbst polnisches Militär einquartiert war, kam es weniger zu solchen Überfällen. Als Reaktion darauf wurden mehr Polizeikräfte nach Remblinghausen geschickt, aber, da entwaffnet, konnten sie nicht viel mehr als Präsenz zeigen. Letztenendes war die Sicherheit wieder eingetreten, als die russischen Fremdarbeiter Anfang August 1945 abtransportiert wurden. Die polnischen Besatzungstruppen verließen das Dorf einen Monat später.
Im Jahr 1961 hatte die damalige Gemeinde Remblinghausen (→ Liste der Stadtteile von Meschede) bei einer Fläche von 46,01 km² 1.740 Einwohner.
Am 1. Januar 1975 wurde Remblinghausen in die Kreisstadt Meschede eingegliedert.

## Sehenswürdigkeiten

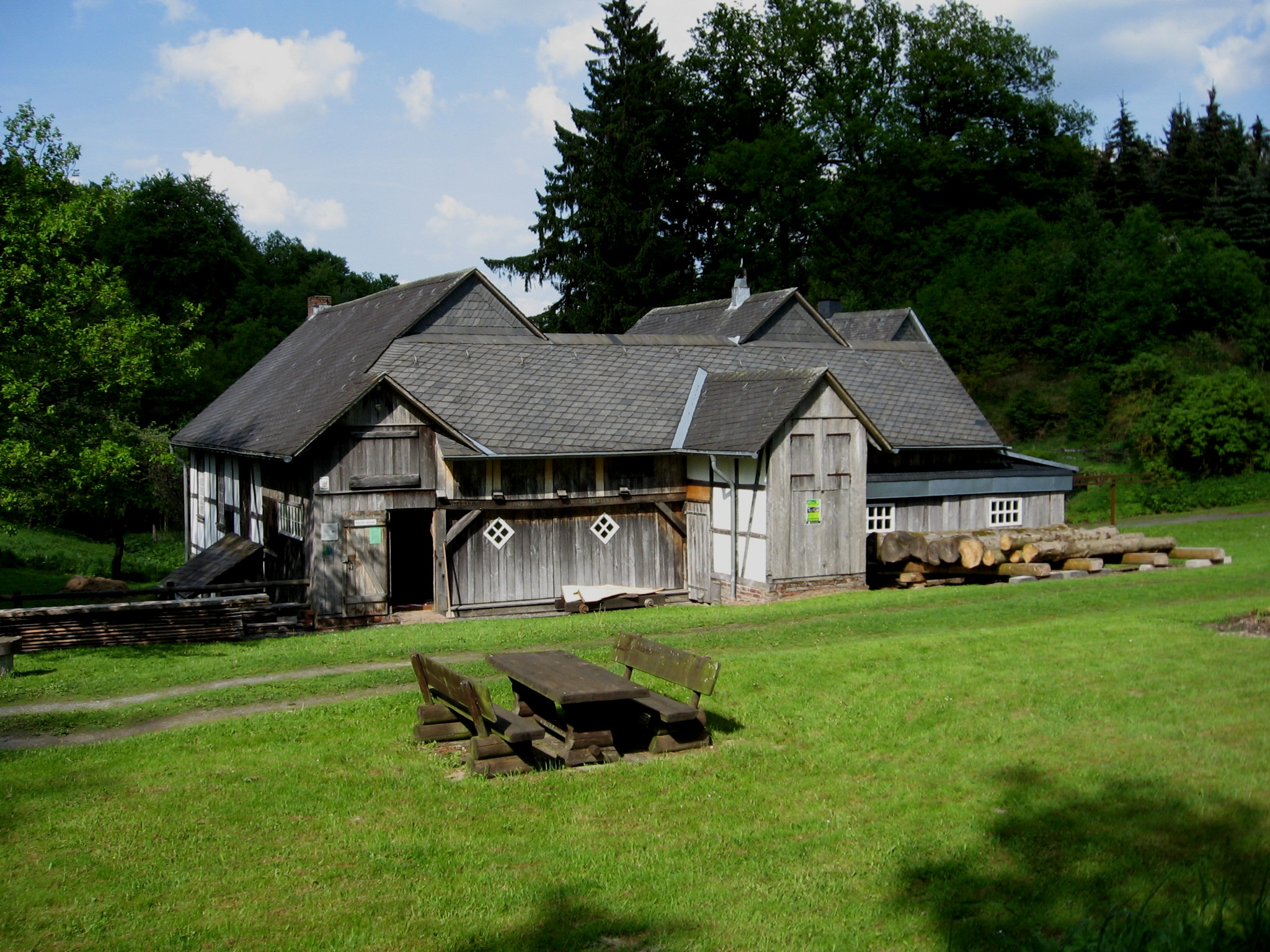
Alte Sägemühle

Sehenswerte Gebäude sind die denkmalgeschützte Nothelfer-Kapelle und die denkmalgeschützte historische Sägemühle in der gleichnamigen Siedlung. Der Ort Sägemühle liegt östlich von Remblinghausen.

## Wirtschaft
Vor den Toren Remblinghausens befindet sich ein kleines Gewerbegebiet mit Unternehmen diverser Branchen. Daneben ist Remblinghausen durch Landwirtschaft geprägt. Durch die Nähe zum Hennesee spielt auch der Tourismus, insbesondere in Form von Ferienwohnungen/-häusern, eine Rolle. Im Ort befinden sich zudem Geschäfte, Dienstleister und eine Bankfiliale.

## Politik
Ortsvorsteher ist Michael Stratmann.

### Wappen
|  | Blasonierung: Von Gold und Blau geteilt; oben wachsend das Brustbild des nach links blickenden Heiligen Jakobus in rot-blauem Gewand, in der Rechten einen silbernen Stab und in der Linken eine blaue Muschelschnallentasche haltend. Unten drei im Winkel gestellte goldene Ähren. Beschreibung: Der Heilige Apostel Jakobus der Ältere ist Patron der Pfarrkirche von Remblinghausen. Die Ähren deuten auf die überwiegend landwirtschaftliche Prägung des Ortes hin. Die amtliche Genehmigung des Wappens erfolgte am 28. Februar 1936. |

### Gemeindevorsteher (Bürgermeister) der Gemeinde Remblinghausen (1844–1951)
| Amtszeit | Amtszeit | Name                              |
| -------- | -------- | --------------------------------- |
| Von      | Bis      |                                   |
| 1844     | 1851     | H. Schulte (Drasenbeck)           |
| 1851     | 1863     | Johann Bauerdick (Remblinghausen) |
| 1863     | 1871     | Florenz Gockel (Remblinghausen)   |
| 1871     | 1887     | Jodokus Stratmann (Baldeborn)     |
| 1887     | 1894     | Anton Albers (Frielinghausen)     |
| 1894     | 1919     | Wilhelm Gödde (Löllinghausen)     |
| 1919     | 1929     | Josef Schulte (Sägemühle)         |
| 1929     | 1946     | Wilhelm Kotthoff (Vellinghausen)  |
| 1946     | 1948     | Josef Kotthoff (Wulstern)         |
| 1948     | 1951     | Anton Rettler (Remblinghausen)    |

## Kirche St. Jakobus d. Ä.

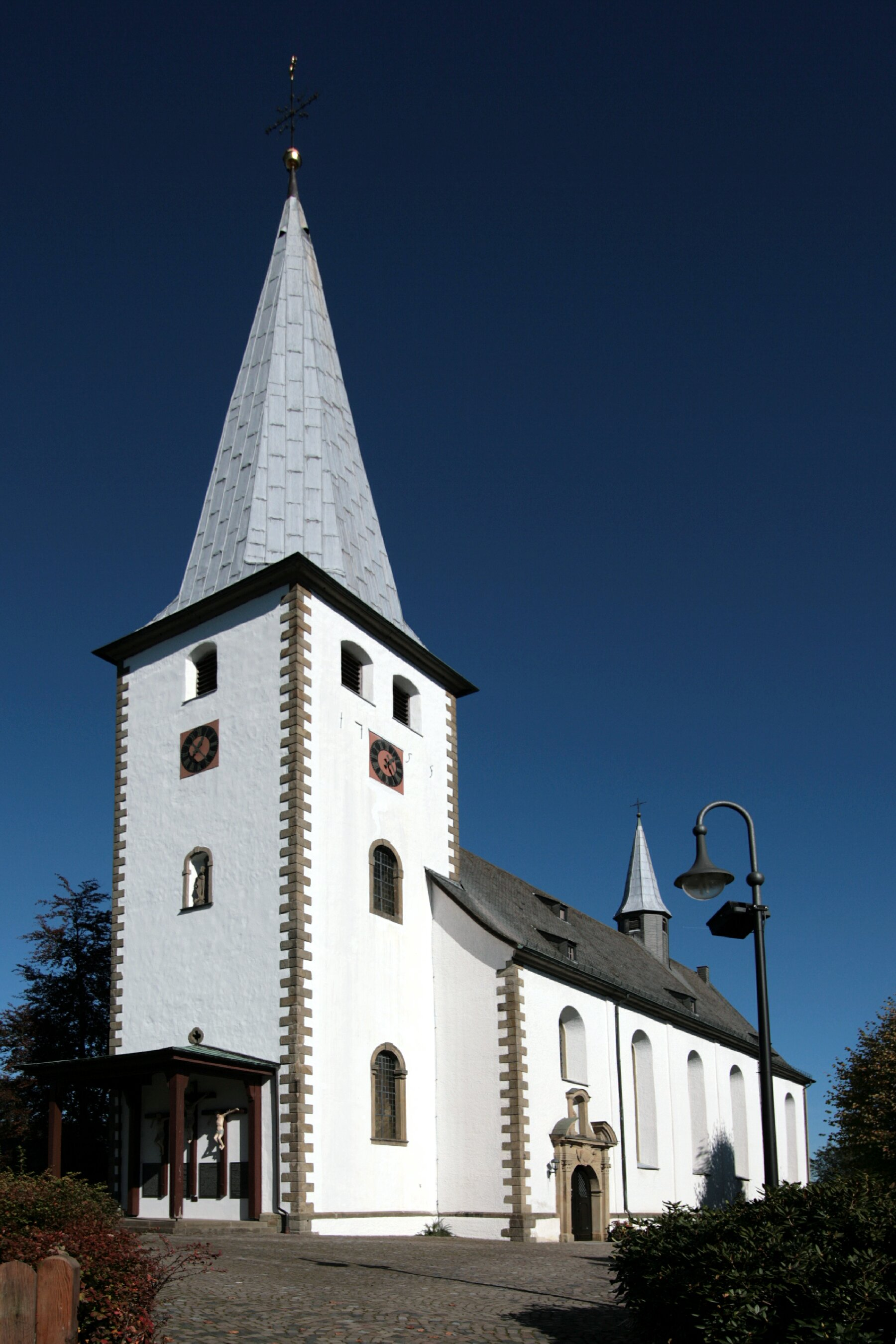
Kirche St. Jakobus d. Ä., Remblinghausen

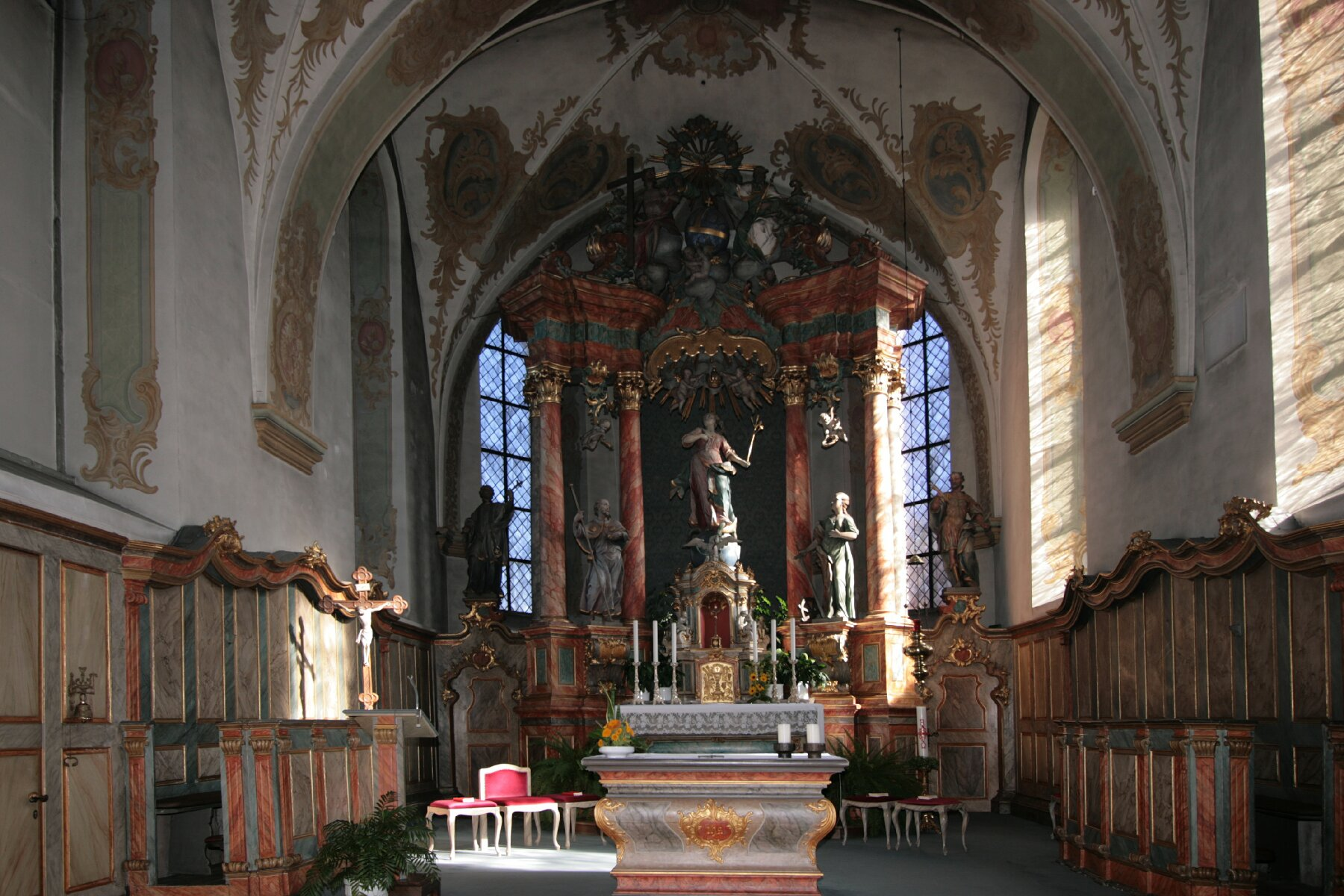
Altar in der Kirche St. Jakobus d. Ä., Remblinghausen

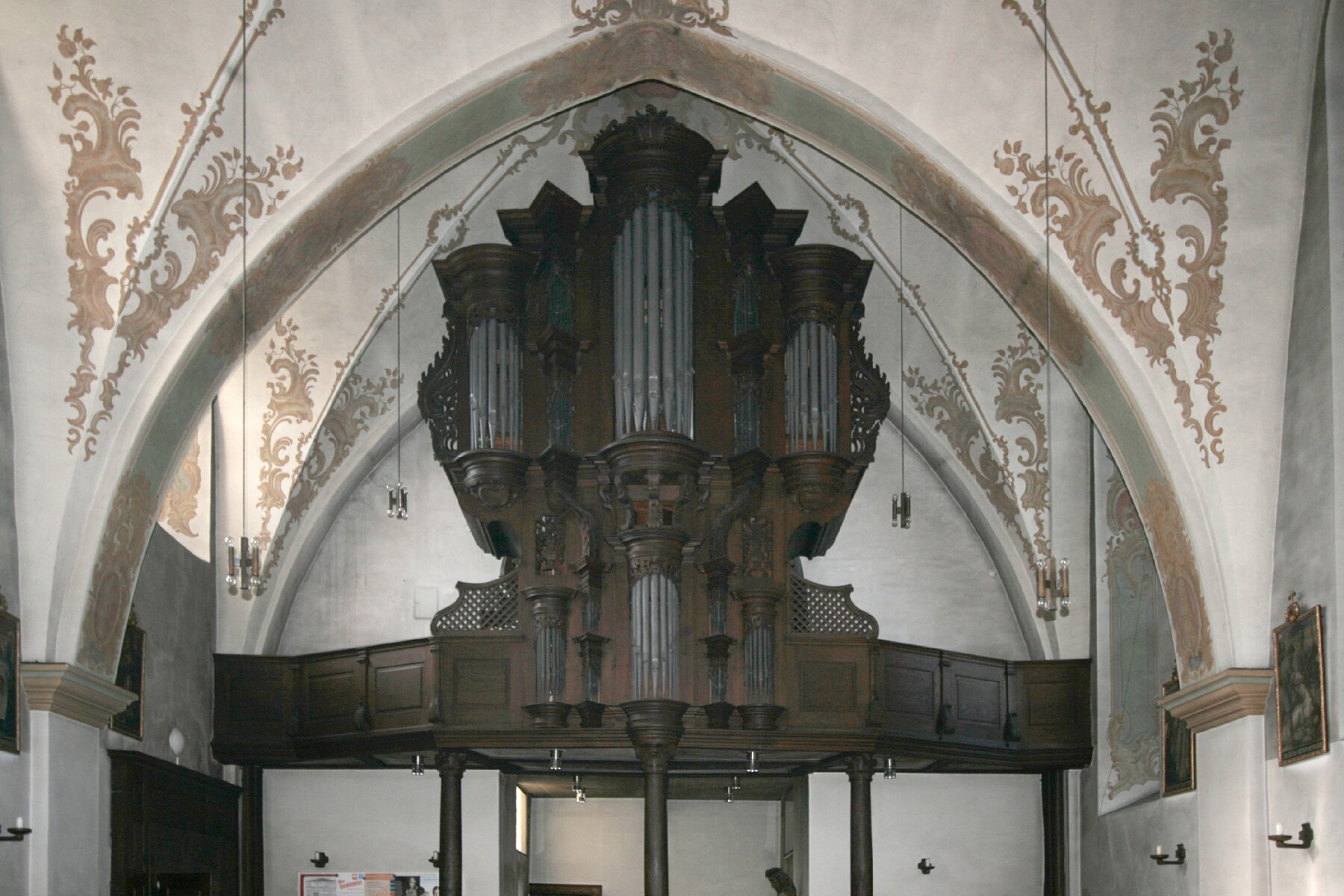
Orgel in der Kirche St. Jakobus d. Ä., Remblinghausen

Das Stift Meschede hatte das Präsentationsrecht, d. h., es durfte den Pfarrer vorschlagen, musste ihn bezahlen und war der Kirchenpatron. Dieses Recht wurde 1319 vom Erzbischof Heinrich II. dem Kantor des Stiftes bestätigt.
Nach der Inschrift ist die heutige Kirche im Jahre 1754 erbaut worden. Das Innere ist noch fast gotisch aussehend durch die schmalen, spitzbogigen Kreuzgewölbe zwischen den Gurten und dem eingezogenen Chor mit 3-seitigem Schluss. Die Kirche besitzt einen stattlichen Westturm aus dem Jahr 1755.
Zur Ausstattung aus der Erbauungszeit gehört eine sitzende Holzfigur des hl. Jakobus aus dem 15. Jahrhundert.
Die spätbarocke Orgel, gebaut von Georg Fromme aus Soest im Jahre 1780, ist bis heute gut erhalten im Kirchenschiff zu sehen. Der Hochaltar wurde 1949 durch einen Brand beschädigt. An den Seitenaltären aus den Jahren 1768/69 finden sich Arbeiten von Johann Adam Destadt, einem Verwandten und Lehrling von Johann Leonhard Falter aus Schmallenberg.
Bei Sanierungsarbeiten an der Heizungsanlage im Jahre 1980 wurden Reste einer romanischen Vorgängerkirche gefunden.
Die Kirche liegt am Jakobsweg, der nach Santiago de Compostela führt.

## Söhne und Töchter des Ortes
→ Siehe auch: Liste von Persönlichkeiten der Stadt Meschede
- Jost Hennecke (1873–1940), deutscher Autor, Heimatdichter[6]